# مرکز خرید روسیا
مرکز خرید روسیا (انگلیسی: Rossia Mall) یک مرکز خرید محصورشده می‌باشد که در خیابان تیگران در ایروان پایتخت ارمنستان واقع شده‌است. این مکان سومین مرکز خرید بزرگ در ایروان می‌باشد. این مرکز خرید در تاریخ ۵ مارس ۲۰۱۶ با حضور رئیس‌جمهور
سرژ سرکیسیان افتتاح شد. این مرکز خرید دسترسی مستقیم به ایستگاه متروی ژنرال آندرانیک، در مجاورت تئاتر روسیا دارد.
مرکز خرید توسط شرکت با مسئولیت محدود «Sil Concern» با مالکیت کارآفرین ارمنی، خاچاتور سوکیاسیان بنا گردید. کل هزینه ساخت این پروژه بالغ بر ۱۵ میلیون دلار آمریکا شد.
این مرکز خرید یکی از بزرگترین مراکز جواهرفروشی در ایروان می‌باشد.

## سرگرمی‌ها
این مرکز خرید تعدادی کافه و رستوران و نیز یک مکان تهیه غذای حاضری دارد. همچنین در آنجا زمین بازی کودکان «Play Space» در دسترس است.

## فروشگاه‌ها
در مرکز خرید روسیا خرده فروشی‌های گوناگون وجود دارد از جمله:
- آدیداس
- ال‌سی وایکیکی
- Ralf Ringer
- Dilvin
- Esposito
- Shustov Trading House
- Aver Store retailers
- Real Store retailers